# Lago Volta
O lago Volta (localizado em 6° 30′ N, 0° 00′ L) é um dos maiores lagos artificiais do mundo e o maior reservatório de água, em área de superfície, do mundo.
Fica situado no rio Volta, no leste do Gana e cobre quase 8.502 km². 
O lago foi formado em 1965, quando se concluiu a construção da barragem de Akosombo, a qual tem um peso substancial na produção energética nacional do Gana. Esta obra implicou o realojamento de 78 mil pessoas.